# بازی بچگانه (فیلم ۲۰۱۹)
بازی بچگانه (انگلیسی: Child's Play) یک فیلم در ژانر اسلشر به کارگردانی لارس کلوبرگ است که در سال ۲۰۱۹ منتشر شد؛ اين فيلم بازسازى فيلمى به همين نام  است.از بازیگران آن می‌توان به آبری پلازا، گابریل بیتمن، و مارک همیل اشاره کرد.

## بازیگران
- آبری پلازا  در نقش کارن بارکلی
- گابریل بیتمن  در نقش  اندی بارکلی
- برایان تایری هنری  در نقش کارآگاه مایک نوریس
- مارک همیل  به عنوان صدای  چاکی
- تیم متسون  در نقش هنری کاسلان
- بئاتریس کیتسوس در نقش فالین
- تای کونسیلیو در نقش پاگ
- مارلون کزادی در نقش عمر
- دیوید لوئیس
- کارلیز برک در نقش دورین نوریس
- ترنت ردکوپ در نقش گیب
- امرو مجذوب در نقش وس
- نیکول آنتونی در نقش کارآگاه ویلیس
- فینیکس لی در نقش چین

## خلاصه داستان
شرکتی به نام کاسلان رباتی به نام (بودی) اختراع کرده است ، که کودکان با او دوستی برقرار کنند. این ربات که می تواند با صاحبانش ارتباط دوستانه برقرار کند ولی یکی از این عروسک‌ها با بقیه عروسک ها تفاوت دارد و ...